# Nikiana
Nikiana (griechisch Νικιάνα (f. sg.)) ist ein Dorf auf der griechischen Insel Lefkada und wurde 1940 als Siedlung der damaligen Landgemeinde Alexandros anerkannt, die seit 2011 eine Ortsgemeinschaft im Gemeindebezirk Lefkada der Gemeinde Lefkada bildet.

## Lage
Nikiana ist an der Ostküste Lefkadas an der Drepano-Bucht (Όρμος Δρεπάνου Órmos Drepánou) gegenüber dem griechische Festland gelegen, die nach Norden in den Kanal von Lefkada (Διαύλος Λευκάδας Diávlos Lefkádas) übergeht. Die Stadt Lefkada liegt etwa 10 km nördlich.

## Geschichte
Die im Hinterland gelegenen Dörfer Mavrogiannata und Kollyvata waren in osmanischen Zeit steuerpflichtig. Ihr Besitz reichte bis an die Küste. In Vincenzo Coronellis Karte vom Ende des 17. Jahrhunderts sind die Ortsbezeichnungen Colivata und Mavrevata im Gebiet Alessandro angegeben, das weitestgehend dem Zuschnitt der im 19. Jahrhundert gegründeten Landgemeinde und der heutigen Ortsgemeinschaft Alexandros entspricht.
Nikiana wurde 1940 als Siedlung der damaligen Landgemeinde Alexandros mit 196 Einwohnern anerkannt. Seither registriert Nikiana eine stetige Zunahme der Einwohnerzahlen, die Bergdörfer dagegen seit den 1970er Jahren ein Abnahme. Die Einwohner Nikinas leben überwiegend vom Tourismus, der Ort verfügt über zahlreiche Übernachtungsmöglichkeiten. Die Strände nördlich des Dorfes wurden in den 1990er Jahren als Badegewässer ausgewiesen. Die Wasserqualität wird seit 2010 regelmäßig nach der EG-Badegewässerrichtlinie überprüft und seit 2012 immer mit ausgezeichnet bewertet.
Einwohnerentwicklung von Nikiana
| 1940 | 1951 | 1961 | 1971 | 1981 | 1991 | 2001 | 2011 |
| ---- | ---- | ---- | ---- | ---- | ---- | ---- | ---- |
| 196  | 233  | 273  | 339  | 453  | 547  | 666  | 724  |